# Саут Канал (Охајо)
Саут Канал (енгл. South Canal) насељено је место без административног статуса у америчкој савезној држави Охајо.

## Демографија
По попису из 2010. године број становника је 1.100, што је 246 (-18,3%) становника мање него 2000. године.
| Група             | 2000.         | 2010.         |
| Белци             | 1.321 (98,1%) | 1.071 (97,4%) |
| Афроамериканци    | 4 (0,3%)      | 4 (0,4%)      |
| Азијати           | 1 (0,1%)      | 1 (0,1%)      |
| Хиспаноамериканци | 8 (0,6%)      | 7 (0,6%)      |
| Укупно            | 1.346         | 1.100         |